# Луций Фурий Пурпурион
Луций Фурий Пурпурион (на латински: Lucius Furius Purpureo) e политик на Римската република в края на 3 и началото на 2 век пр.н.е.
Той е военен трибун през 210 пр.н.е. и претор през 200 пр.н.е. в Цизалпийска Галия. В битка той побеждава разбунтуваните инсубри и картагенеца Хамилкар, който се опитва да води война в тази част на Италия. Според Ливий Хамилкар е убит в тази битка заедно с 35 000 души.
През 196 пр.н.е. Фурий е избран за консул заедно с Марк Клавдий Марцел и той се бие отново против галите. Обещава да построи храм на Юпитер. През 189 пр.н.е. е в комисията на десетте, изпратена до Мала Азия. 184 пр.н.е. кандидатства за цензор, но не е избран. През 183 пр.н.е. води делегация до келтите в Горна Италия.